# Фегей (раджа)
Фегей (греч. Φηγεύς) — индийский раджа, правивший в IV веке до н. э.

## Биография
Во время Индийского похода после переправы через реку Гидраот ожесточённое сопротивление македонской армии отказало племя кафеев. Поэтому Александр Македонский отдал приказ уничтожать всех непокорных. Получив известия об этом, несколько правителей окрестных земель поспешили присягнуть на верность Александру.
Фегей, как и его западный сосед Сопиф, принеся богатые дары и клятву преданности, сохранил свои владения. В его стране армия Александра пробыла на отдыхе несколько дней. От Фегея воины македоняне получили известия об огромных пустынных пространствах за рекой Гифасисом, плотности заселения области Ганга, огромной армии гангаридов и прасиев (Магадха), которыми управлял Аграм (или Ксандрам) из династии Нандов. Александр, которому эта информация показалась невероятной, обратился за ее подтверждением к бывшему у него Пору, и тот согласился с оценками Фегея. Переданные Фегеем сведения стали одной из причин последующего бунта в армии и возвращения из Индии. 